# 早川博二
早川 博二（はやかわ ひろつぐ、1925年1月15日 - 2004年4月15日）は、日本の作曲家・編曲家、トランペット奏者。主に歌謡曲の分野を手がけた。また早川博二&モダン・ポップス・オーケストラを指揮した。

## 代表曲

### 作曲
- 夢の散歩道（作詞：信楽順三、歌：園まり）
- ヴィーナスのたて琴（作詞：信楽順三、歌：園まり）
- 二つのハンカチ（作詞：はかま満緒、歌：菅原洋一）
- 若い命よいつまでも（作詞：駿河あきら、歌：菅原洋一）
- 家へ帰ろう（作詞：大日方俊子、歌：ザ・キング・トーンズ）
- 星空のアリア（作詞：大日方俊子、歌：ザ・キング・トーンズ）
- 暗い港のブルース（作詞：なかにし礼、歌：ザ・キング・トーンズ）
- 老人と子供のポルカ（歌：左卜全とひまわりキティーズ）
- かあちゃんと子供のアンダンテ・カンタービレ（歌：若水ヤエ子とひまわりキティーズ）
- バケツのおひさんつかまえた（惣領泰則と共作、作詞：はるき悦巳、歌：中山千夏）

### 編曲
- 今日でお別れ（作詞：なかにし礼、歌：菅原洋一） - 1967年の初発バージョン[1]
- グッド・ナイト・ベイビー（作詞：ひろ・まなみ、作曲：むつ・ひろし、歌：ザ・キング・トーンズ）
- 乳母車（作詞：阿久悠、作曲：森田公一、歌：菅原洋一）
- さよなら ぼくの ともだち（作詞・作曲・歌：森田童子）

### 吹奏楽
- アイヌの輪舞（1982年度全日本吹奏楽コンクール課題曲）

### その他
- 都こんぶの唄
- 横浜市立若葉台西小学校校歌（2007年3月閉校。横浜若葉台団地を参照）